# Heinrich Rose
Heinrich Rose (6 de agosto de 1795, Berlín, Alemania - 27 de enero de 1864) fue un mineralogista y químico analítico alemán. Era hermano del mineralogista Gustav Rose e hijo de Valentín Rose.

## Vida y carrera profesional
Heinrich Rose nació en una familia de comerciantes e intelectuales de Brandenburgo. Después de su formación como farmacéutico entre 1819 y 1821, fue enseñado por el químico Jöns Jakob Berzelius. Poco después fue profesor de química en 1822 en la Universidad de Berlín. En 1832 fue nombrado miembro de la Academia Prusiana de las Ciencias. Desde 1835 fue profesor de química en Berlín.

## Obra científica
En 1846 redescubrió el elemento químico niobio, al demostrar de manera concluyente que era diferente del tantalio. Esto confirmó que Charles Hatchett había descubierto el niobio, en 1801, en el mineral columbita. Hatchett había llamado "columbio" al nuevo elemento, por el mineral en el que están incluidos el niobio y el tantalio. Al nuevo elemento la IUPAC le asignó finalmente el nombre de niobio en 1950, en honor de Níobe, la hija de Tántalo en la mitología griega. En 1845, Rose publicó el descubrimiento de un nuevo elemento, llamado pelopio, que él creía haber encontrado en el mineral tantalita. Después de investigaciones adicionales se identificó que el pelopio era una mezcla de tántalo y de niobio.
En 1830, fue elegido miembro extranjero de la Real Academia Sueca de Ciencias.